# Burg Gruibingen
Die Burg Gruibingen, auch Burg Dürrenberg genannt, ist eine abgegangene Spornburg an der Spitze des dort 652,1 m ü. NN hohen Albsporns Dürrenbergs zwischen dem Tal des wenig unterhalb in die Fils mündenden Hollbachs und einem kleinen Nebental. Sie liegt im baden-württembergischen Landkreis Göppingen näher an Mühlhausen im Täle auf der Gemeindegrenze zu Gruibingen.

## Geschichte
Eine sich nach der Burg nennende Adelsfamilie ist erstmals 1237 urkundlich erwähnt, auch später treten sie noch oft in Erscheinung. So ist das Geschlecht der Herren von Gruibingen 1391 als Truchsessen der Grafen von Spitzenberg-Helfenstein genannt. Die Burg selbst ist urkundlich nicht fassbar, sie wurde wohl während des 13. Jahrhunderts errichtet und ist vermutlich bereits im 14. Jahrhundert aufgegeben worden.
Die Burg, verlaufend auf mehreren künstlich angelegten Plateaus, getrennt von vier Halsgräben, verfügte über eine Kernburg aus mehreren einzelnen Gebäuden, eine Vorburg mit Schildmauer, die Teil eines Wohnturms war, und zum abfallenden Bergrücken hin einen fünften Halsgraben mit Wall. Kernburg und Vorburg waren durch einen sieben Meter tiefen Abschnittsgraben getrennt.
Heute zeigt der Burgstall nur geringe Graben-, Wall- und Bruchsteinmauerreste. Der Höhenpunkt 731,7 mit der Bezeichnung Burgstall nordwestlich der ehemaligen Burg Gruibingen geht wohl auf Vor dem Burgstall zurück, und bezieht sich auf die Burgstelle Gruibingen, dort befindet sich keine weitere ehemalige Burganlage.